# Evangelion
Evangelion deveti je studijski album poljskog ekstremnog metal sastava Behemoth. Album je objavljen 7. kolovoza, a objavila ga je diskografska kuća Nuclear Blast Records. Diskografska kuća Metal Blade Records objavila ga je 11. kolovoza 2009. u SAD-u.

## Pozadina
Ime albuma odnosi se na Radosnu vijest u Kršćanstvu; poruka Isusa Krista.
Naslovnica albuma je prikaz Velike babilonske bludnice, likova zla koji se spominju u Knjizi Otkrivenja u Bibliji.

## Snimanje i promocija
U siječnju, sastav bio je u završnoj fazi pisanja pjesama i proba za album. Behemoth je ušao u studij Radio Gdańsk u Poljskoj za početak rada na albumu. Daniel Bergstrand producirao je bubnjeve na albumu. Bergstrand je koristio neke nekonvencionalne tehnike – veliki prostor za bubnjeve za stvaranje ambijenta i 22-kanalno snimanje za "organskiji i prirodniji" zvuk.
U ožujku su bili blizu kraja snimanja gitare, uz pomoć Wojciecha i Sławomira Wiesławskog iz studija Hertz. Unutar pet dana dovršili tri ritam gitare sa svake strane, nakon čega su istovremeno radili na basu, solaži i vokalu.
Colin Richardson je miksao album. U počektu svibnja popis pjesama je dovršeno i 12. svibnja Nergal je odletio u Ujedinjeno Kraljevstvo kako bi se pridružio Colinu Richardsonu na miksanju ploče u Miloci Studios u Londonu. Također u svibnju, Metal Hammer je dobio priliku poslušati tri potpuno dovršene pjesme u Miloci Studios. Nergal je izjavio da je ovi bila najviše opuštajuća, a istovremeno i najkreativanija studijska izvedba u kojoj je ikada sudjelovao.

## Popis pjesama
Tekstovi: Nergal, osim gdje je navedeno drugačije, glazba: Nergal.
| 1.    | »Daimonos«                               |                             | 5:15 |
| 2.    | »Shemhamforash«                          |                             | 3:56 |
| 3.    | »Ov Fire and the Void«                   |                             | 4:27 |
| 4.    | »Transmigrating Beyond Realms ov Amenti« | Krzysztof Azarewicz         | 3:27 |
| 5.    | »He Whk Breeds Pestilence«               |                             | 5:41 |
| 6.    | »The Seed ov I«                          | Nergal, Krzysztof Azarewicz | 4:58 |
| 7.    | »Alas, Lord Is Upon Me«                  |                             | 3:15 |
| 8.    | »Defiling Morality ov Black God«         | Nergal, Krzysztof Azarewicz | 2:49 |
| 9.    | »Lucifer«                                | Tadeusz Miciński            | 8:06 |
| 41:54 |                                          |                             |      |

| Bonus pjesma na japonskom izdanju | Bonus pjesma na japonskom izdanju       | Bonus pjesma na japonskom izdanju | Bonus pjesma na japonskom izdanju        | Bonus pjesma na japonskom izdanju | Bonus pjesma na japonskom izdanju | Bonus pjesma na japonskom izdanju | Bonus pjesma na japonskom izdanju | Bonus pjesma na japonskom izdanju | Bonus pjesma na japonskom izdanju |
| Br.                               | Skladba                                 | Tekstopisac                       | Skladatelj                               | Trajanje                          |                                   |                                   |                                   |                                   |                                   |
| --------------------------------- | --------------------------------------- | --------------------------------- | ---------------------------------------- | --------------------------------- | --------------------------------- | --------------------------------- | --------------------------------- | --------------------------------- | --------------------------------- |
| 10.                               | »Total Invasion« (obrada Killing Jokea) | Jaz Coleman                       | Geordie Walker, Martin Glover, Andy Gill | 7:22                              |                                   |                                   |                                   |                                   |                                   |
| 49:16                             |                                         |                                   |                                          |                                   |                                   |                                   |                                   |                                   |                                   |

## Zasluge
| Behemoth - Nergal – vokal, gitara, produkcija, koncept naslovnici - Inferno – bubnjevi, prateći vokal (na pjesmi "Daimonos ") - Orion – bas-gitara, prateći vokal, uzorci Dodatni glazbenici - Maciej Maleńczuk – vokal (na pjesmi "Lucifer") - Ragaboy – sitar - Seth – gitara, prateći vokal - Paweł Hulisz – truba - Siegmar – klavijature, uzorci - Piotr Kowalkowski – truba - Michał Szczerba – rog - Bogdan Kwiatek – trombon - Łukasz Gruba – tuba - Hatefrost – prateći vokal (na pjesmi "Daimonos") - Manticore – prateći vokal (na pjesmi "Daimonos") | Ostalo osoblje - Sharon E. Wennekers – gramatičke konzultacije - Katarzyna Slawska – gramatičke konzultacije - Daniel Bergstrand – produkcija - Sławek Wiesławski – produkcija - Wojtek Wiesławski – produkcija - Colin Richardson – produkcija, miks - Arkadiusz Malczewski – prateći vokal (na pjesmi "Daimonos"), inženjer zvuka - Masakra – inženjer zvuka - Kuba Mańkowski – inženjer zvuka - Marcin Malinowski – inženjer zvuka (asistent) - Scott Atkins – miks - Matt Wiggins – inženjer zvuka (asistent) - Ten Jensen – mastering - Graal – koncept naslovnici, dizajn, grafički dizajn, dizajn maske - Maciej Boryna – fotografije (sastav) - Kasjopea Michorowska – dizajn (kostimi) |